# Присдорф
Присдорф (нем. Prisdorf) — община в Германии, в земле Шлезвиг-Гольштейн. 
Входит в состав района Пиннеберг. Подчиняется управлению Пиннау.  Население составляет 2237 человек (на 31 декабря 2010 года). Занимает площадь 5,23 км².